# Teorie domina

Ilustrace předpovídaných efektů dominové teorie pro asijské státy

Teorie domina je politický termín pro názor, že politická změna v nějakém státu nebo území nutně povede k analogické změně i sousedních státech a územích a pak u sousedů sousedů, tedy že se bude šířit dominovým efektem.
Termín pochází z období studené války, kdy ho poprvé uvedl ve veřejném vystoupení 7. dubna 1954 Dwight D. Eisenhower, tehdejší prezident Spojených států amerických. Podle jeho teorie hrozilo po ovládnutí nějakého státu komunismem, že se ke komunismu začnou přiklánět a podléhat mu i státy sousední a komunismus se tak bude šířit dominovým efektem. Obava z tohoto dominového efektu byla jedním z impulsů vedoucích Spojené státy americké k rozsáhlé podpoře protikomunistických režimů a politických stran na celém světě, ať už finanční nebo vojenské.
Spojené státy americké podporovaly protikomunistické režimy už dříve, například Trumanova doktrína byla akutní hospodářskou pomocí stávajícím nekomunistickým vládám Řecka a Turecka a podobným způsobem měl fungovat v rámci celé nekomunistické Evropy i dlouhodobý Marshallův plán – důsledkem hospodářské pomoci a zvýšení blahobytu mělo být i oslabení komunistických a jiných extremistických tendencí v rámci celé Evropy. Dominová teorie se ale stala zásadním argumentem, kterým byly ve Spojených státech amerických prosazovány následné tvrdší nebo i kontroverzní postupy proti nezávislým, levicovým a/nebo komunistickým skupinám na celém světě, například válka ve Vietnamu nebo podpora vlády Augusta Pinocheta.
V teorii domina věřili například ti španělští politici druhé poloviny 16. a první poloviny 17. století, kteří hájili myšlenku, že ústup z Nizozemí, nebo Německa, či Itálie, nutně povede ke ztrátě ostatních dvou regionů, a proto se snažili dovést k vítěznému konci jak osmdesátiletou válku v Nizozemí, tak konflikty s protestanty v Německu i boje v Itálii s Francií a Tureckem.